# Dorstenia barteri
Dorstenia barteri är en mullbärsväxtart som beskrevs av Bur.. Dorstenia barteri ingår i släktet Dorstenia och familjen mullbärsväxter.

## Underarter
Arten delas in i följande underarter:
- D. b. multiradiata
- D. b. paucinervis
- D. b. subtriangularis